# Недко Каблешков
Недко Дончов Каблешков е български общественик, политик и публицист. Свързан до края на живота си с Пловдив, играе важна роля в обществения и културния живот на града. Един от малцината общественици, който неотклонно – с перо, слово и дела, защитава и отстоява интересите на Пловдив в името на просперитета и утвърждаването му като втора столица на България.

## Биография

### Произход и образование
Роден е през 1867 година в град Копривщица. Произхожда от Каблешковия род, негов братовчед е видният български революционер Тодор Каблешков. Останал 9-годишен сирак, Недко Каблешков учи известно време в родното си място при Никола Беловеждов. По-късно с помощта на женското благотворително дружество „Благовещение“ в Копривщица е изпратен в българо-католическата гимназия в Одрин, където получава добро образование. След това завършва правни и политически науки в университета в град Лвов, Украйна.

### Начало на професионална кариера
Назначен за член на Пловдивския окръжен съд на 7 октомври 1889 г., където е прокурор. От лятото на 1895 г. започва самостоятелна адвокатска практика и малко след това е избран в ръководството на колегията.
Общински съветник в периода 1899 – 1901 г. Член на народнолибералната стамболовистка партия и нейното градско ръководство. Предложено му е да стане кмет, но отказва. Подава си оставката като общински съветник и с отворено писмо до партията и приятелите през декември 1901 г. се отказва от участие в политиката.

### Общественик
Председател е на Македонското дружество от 1900 година.
Развива благотворителна дейност като взема активно участие в живота на дружествата „Майчина грижа“, „Инвалид“, Съюза за закрила на децата. Избран за председател на Върховния комитет на благотворителността в Пловдив. Избран е за председател на ефорията (ръководство) на открития в Пловдив по това време благотворителен дом „Кудооглу“ и заема този пост цели 18 години. Постепенно домът се превръща в най-големия и единствен за времето си на Балканския полуостров. 
Председател на Дружеството на пловдивските журналисти (1926 – 1936), публицист и оратор с национално значение за времето си. Основател на органа на журналистите „Пловдивски вестник“ през 1926 година. Член на дома на изкуствата и печата. Съпричастен към идеалите и целите на поборническо-опълченското дружество. Инициатор за издигане паметник на загиналите във войните и паметник на Съединението в Пловдив. Почетен член на спортен клуб Ботев Пловдив.
Води продължителна и упорита борба за откриване на университет в Пловдив с перо и слово, сочейки, че „държавата е мащеха за Пловдив“.
Недко Каблешков е юрист на пловдивската еврейска общност, техен защитник и приятел, той спомага за спасяването им през 1943 г.
През октомври 1920 година Недко Каблешков е председател на юбилейния комитет, който организира и ръководи тържествата в Пловдив по повод 70 години от рождението и 50 години от писателската дейност на Иван Вазов. По негово предложение след тържествата улица „Станционна“ е преименувана на улица „Иван Вазов“. Освен всичко, Недко Каблешков е пионер на дарителството в града. През 1949 г. прави голямо етнографско дарение на общинския музей, с част от което по-късно се поставят основите на Етнографския музей с откритата тогава и експонирана Копривщенска стая.
В село Бойково през 1908 г. Каблешков построява първата вила, залесява 60 декара борова гора и полага основите на първото детско летовище „Майчина грижа“. Основава читалището в селото и му създава устав, подарява му книги, за да започне то да работи през 1911 г.

### Книжовно творчество
Автор е на редица книги:
- „Априлското въстание. По случай 50-год. му“ (1926),
- „Христо Ботев. По случай освещаването паметника му, издигнат от спортния клуб Христо Ботев - Пловдив, на 2 юни 1927 - 15-год. от основаването на клуба“ (1927).
- „Адвокатът, адвокатът общественик и адвокатският морал“ (1928),
- „Страшната народна злочестина. Земетресението в Южна България през 1928 г.: изпълнен дълг, добродетели, самопожертвователност, героизъм, обществена и международна солидарност. С 93 фотографски снимки“ (1933),
- „Христо Груев Данов 1828-1911“ (1933),
- „Vae victis! Горко на победените“ (1937, второ доп. изд. 2016),
- „Иван Вазов : Биогр. бел., спомени, чествания“ (2005)

Отчетите на Дома на благотворителността и на народното здраве „Димитър Петров Кудоглу“" в Пловдив също ги публикува като книги.

### Интелектуални приятелства
Бил е в приятелски връзки с Алеко Константинов, Христо Г. Данов, Иван Андонов, Георги Груев, Георги и Иван Говедарови, Иван Вазов, Йордан Ковачев, Божидар Здравков, патриарх Кирил, Соломон Паси, д-р Леви, Р. Ю. Барух, Тигран Исмиян, Димитър Цончев, Ангел Букурещлиев, Христо и Нягул Станчеви, Живка Пейчева, отците от католическия колеж „Св. Августин“.

### Архив
Личният архив на Недко Каблешков се съхранява в Държавния архив в Пловдив. Състои се от 913 архивни единици от периода 1820 – 2004 г.